# Barnuló likacsosgomba
A barnuló likacsosgomba (Postia fragilis) a Fomitopsidaceae családba tartozó, Eurázsiában és Észak-Amerikában elterjedt, korhadó fenyőfatörzseken élő, nem ehető gombafaj.

## Megjelenése
A barnuló likacsosgomba korhadó fákon növő taplógomba. A termőtest megnyúlt legyező formájú, oldaltálló, vánkosszerű. Méretei: 3–7 cm hosszú, 2–3 cm széles és 0,5–1 cm vastag. Több termőtest összenőhet. Felső felülete nemezes, széle hullámos. Színe fiatalon fehéres, nyomásra először sárgán, majd vörösesbarnán foltosodik, különösen a széle felé. Idősen megbarnul.
A sűrűn lyukacsos (3-4 pórus/mm) termőréteg a termőtest alsó oldalán található. Színe fehéres, vöröses-barnán foltosodik.
Spórapora fehér. A spórák 4-5 x 1-1,5 µm-sek, oldalnézetben virsliszerűek, felületük sima, faluk vékony jól látható granuláris zárványokkal. 
Húsa lédús, puha, mégis szívós. Színe fehér, sérülésre gyorsan barnuló. Szaga kissé szúrós, íze némileg keserű.

### Hasonló fajok
A porhanyós likacsosgomba húsa nem szívós, íze kesernyés.

## Elterjedése és termőhelye
Európában és Észak-Amerikában honos. Magyarországon ritka.
Tűnyalábos és lucfenyők törzsén vagy korhadó tuskóin él. Augusztustól novemberig fejleszt termőtestet.

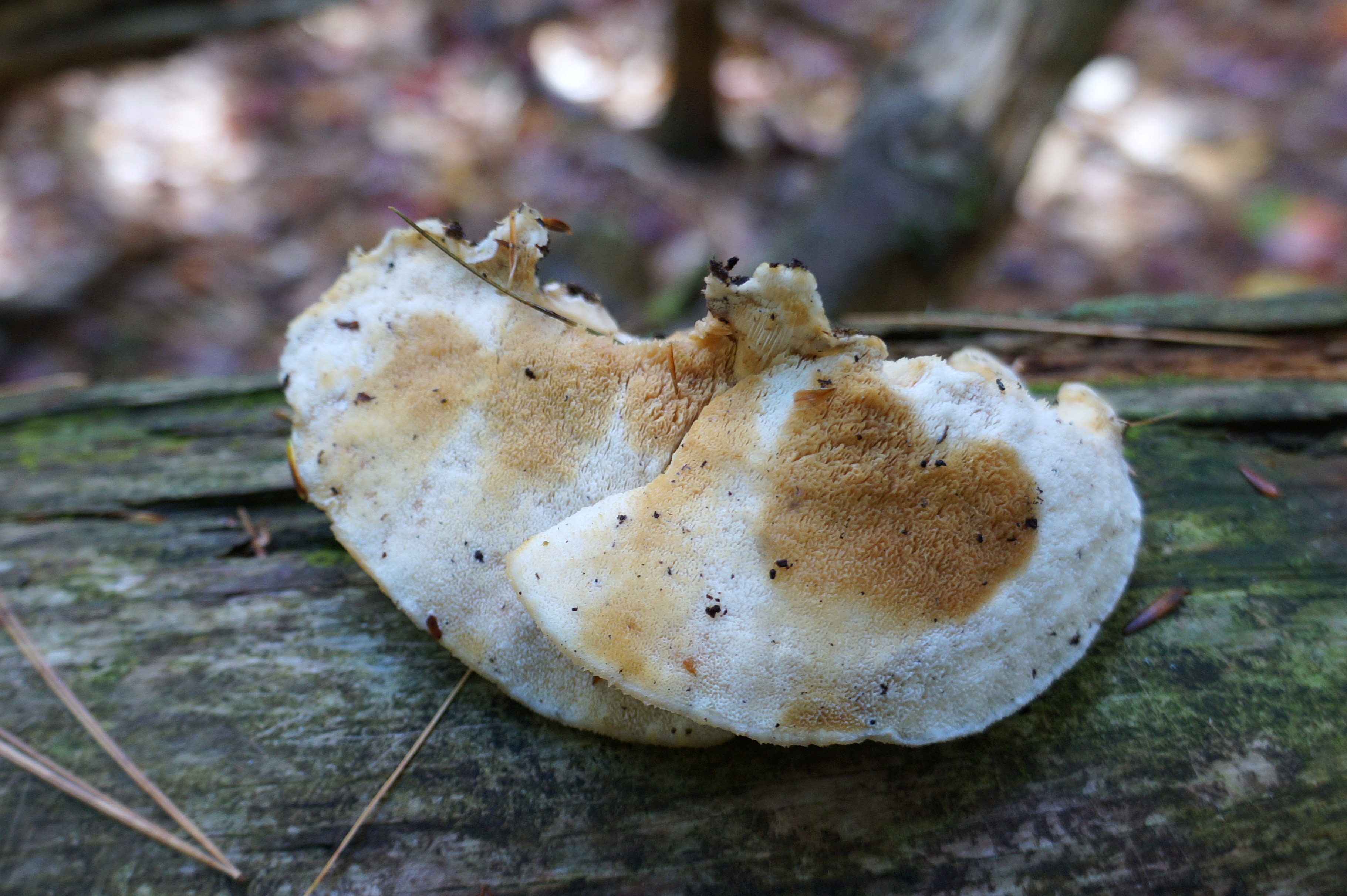
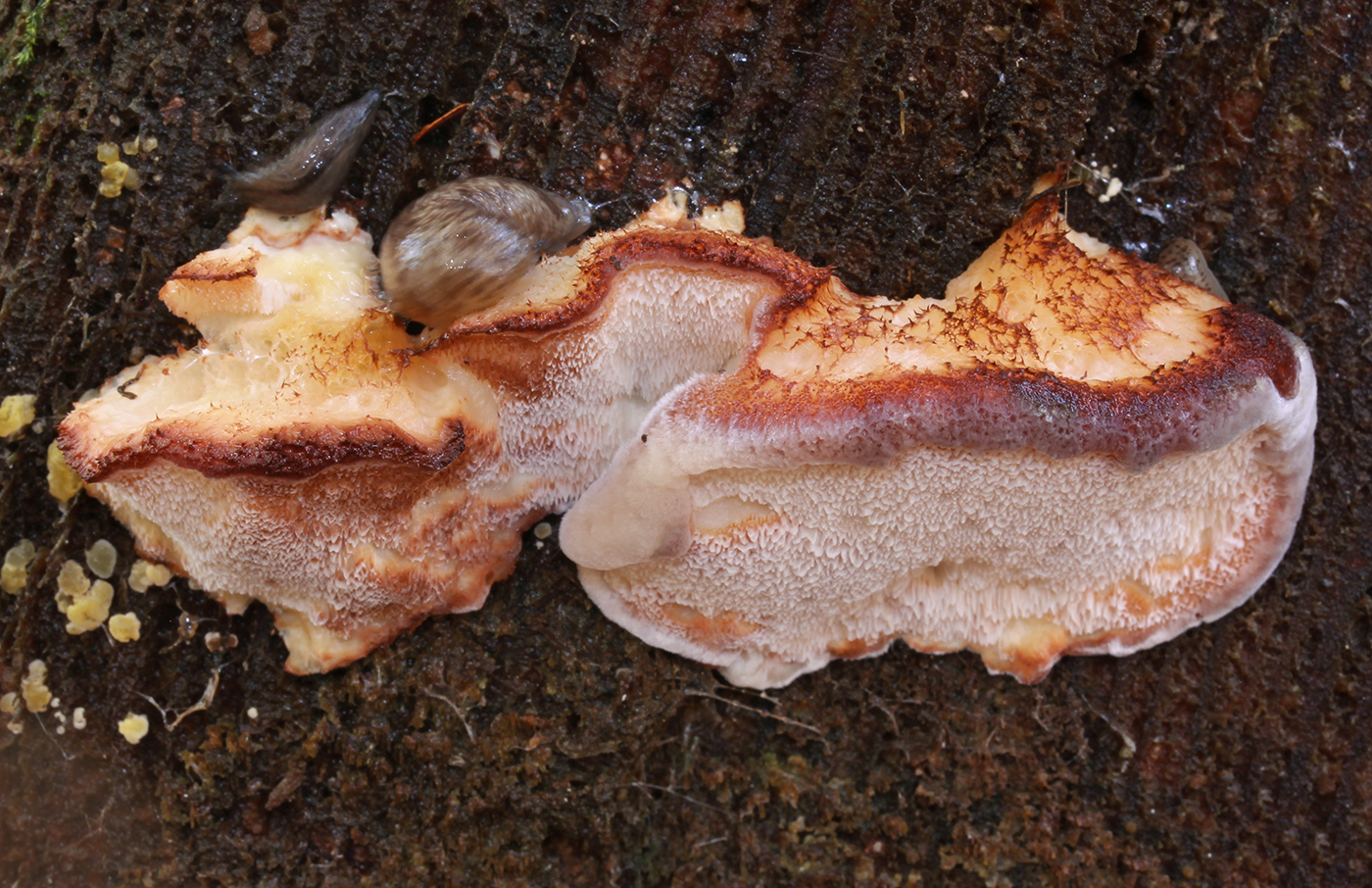
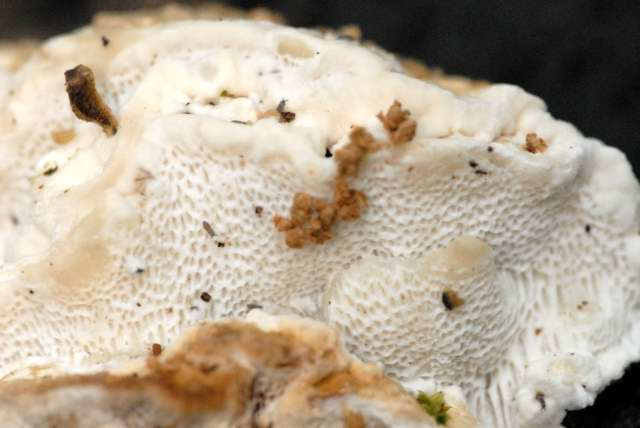
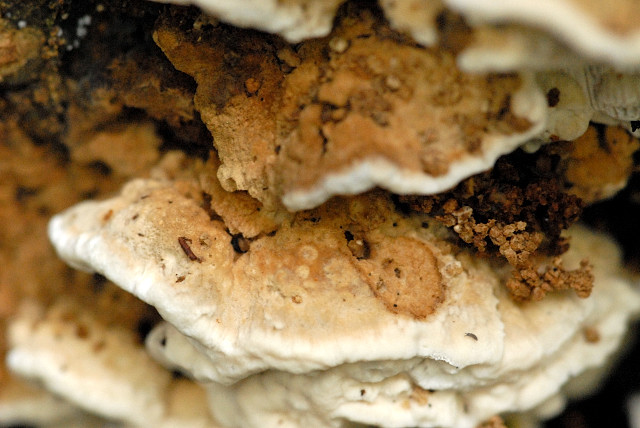

Nem ehető.